# ASB Classic 2013 - Qualificazioni singolare
Le qualificazioni del singolare  dell'ASB Classic 2013 sono state un torneo di tennis preliminare per accedere alla fase finale della manifestazione. I vincitori dell'ultimo turno sono entrati di diritto nel tabellone principale. In caso di ritiro di uno o più giocatori aventi diritto a questi sono subentrati i lucky loser, ossia i giocatori che hanno perso nell'ultimo turno ma che avevano una classifica più alta rispetto agli altri partecipanti che avevano comunque perso nel turno finale.

## Teste di serie
1. Lauren Davis (secondo turno)
2. Gréta Arn (ultimo turno, Lucky Loser)
3. Maria Sanchez (primo turno)
4. Claire Feuerstein (primo turno)

1. Madison Keys (secondo turno)
2. Anastasija Rodionova (secondo turno)
3. Stéphanie Dubois (qualificata)
4. Irina Falconi (primo turno)

## Qualificate
1. Anastasija Sevastova
2. Nudnida Luangnam

1. Grace Min
2. Stéphanie Dubois

## Tabellone qualificazioni

### 1ª sezione
|  | Primo turno               | Primo turno               | Primo turno               | Primo turno | Primo turno |  |  | Secondo turno | Secondo turno        | Secondo turno        | Secondo turno   | Secondo turno |   |   | Ultimo turno         | Ultimo turno         | Ultimo turno | Ultimo turno | Ultimo turno |  |
|  |                           |                           |                           |             |             |  |  |               |                      |                      |                 |               |   |   |                      |                      |              |              |              |  |
|  |                           |                           |                           |             |             |  |  |               |                      |                      |                 |               |   |   |                      |                      |              |              |              |  |
|  |                           |                           |                           |             |             |  |  | 1             | Lauren Davis         | Lauren Davis         | 2               | 62            |   |   |                      |                      |              |              |              |  |
|  | Anastasija Sevastova      | Anastasija Sevastova      | Anastasija Sevastova      | 6           | 6           |  |  |               | Anastasija Sevastova | Anastasija Sevastova | 6               | 7             |   |   |                      |                      |              |              |              |  |
|  | Anna Karolína Schmiedlová | Anna Karolína Schmiedlová | Anna Karolína Schmiedlová | 4           | 1           |  |  |               |                      |                      |                 |               |   |   | Anastasija Sevastova | Anastasija Sevastova | 6            | 65           | 6            |  |
|  | Luksika Kumkhum           | Luksika Kumkhum           | 6                         | 3           | 6           |  |  |               |                      | Luksika Kumkhum      | Luksika Kumkhum | 4             | 7 | 4 |                      |                      |              |              |              |  |
|  | Marie-Ève Pelletier       | Marie-Ève Pelletier       | 0                         | 6           | 3           |  |  |               | Luksika Kumkhum      | Luksika Kumkhum      | 6               | 6             |   |   |                      |                      |              |              |              |  |
|  |                           | Çağla Büyükakçay          | Çağla Büyükakçay          | 0           | 3           |  |  | 5             | Madison Keys         | Madison Keys         | 4               | 3             |   |   |                      |                      |              |              |              |  |
|  | 5                         | Madison Keys              | Madison Keys              | 6           | 6           |  |  |               |                      |                      |                 |               |   |   |                      |                      |              |              |              |  |

### 2ª sezione
|  | Primo turno | Primo turno      | Primo turno     | Primo turno | Primo turno |  |  | Secondo turno    | Secondo turno    | Secondo turno    | Secondo turno    | Secondo turno |   |   | Ultimo turno | Ultimo turno | Ultimo turno | Ultimo turno | Ultimo turno |  |
|  |             |                  |                 |             |             |  |  |                  |                  |                  |                  |               |   |   |              |              |              |              |              |  |
|  |             |                  |                 |             |             |  |  |                  |                  |                  |                  |               |   |   |              |              |              |              |              |  |
|  |             |                  |                 |             |             |  |  | 2                | Gréta Arn        | Gréta Arn        | 6                | 6             |   |   |              |              |              |              |              |  |
|  | WC          | Imogen Golder    | Imogen Golder   | 5           | 1           |  |  | WC               | Emma Hayman      | Emma Hayman      | 3                | 2             |   |   |              |              |              |              |              |  |
|  | WC          | Emma Hayman      | Emma Hayman     | 7           | 6           |  |  |                  |                  |                  |                  |               |   |   | 2            | Gréta Arn    | 4            | 6            | 3            |  |
|  |             | Irena Pavlović   | Irena Pavlović  | 6           | 6           |  |  |                  |                  |                  | Nudnida Luangnam | 6             | 3 | 6 |              |              |              |              |              |  |
|  | WC          | Abigail Guthrie  | Abigail Guthrie | 1           | 1           |  |  | Irena Pavlović   | Irena Pavlović   | Irena Pavlović   | 64               | 5             |   |   |              |              |              |              |              |  |
|  |             | Nudnida Luangnam | 6               | 4           | 6           |  |  | Nudnida Luangnam | Nudnida Luangnam | Nudnida Luangnam | 7                | 7             |   |   |              |              |              |              |              |  |
|  | 8           | Irina Falconi    | 3               | 6           | 1           |  |  |                  |                  |                  |                  |               |   |   |              |              |              |              |              |  |

### 3ª sezione
|  | Primo turno         | Primo turno          | Primo turno      | Primo turno | Primo turno |  |  | Secondo turno | Secondo turno        | Secondo turno    | Secondo turno    | Secondo turno |   |   | Ultimo turno | Ultimo turno | Ultimo turno | Ultimo turno | Ultimo turno |  |
|  |                     |                      |                  |             |             |  |  |               |                      |                  |                  |               |   |   |              |              |              |              |              |  |
|  | 3                   | Maria Sanchez        | Maria Sanchez    | 4           | 4           |  |  |               |                      |                  |                  |               |   |   |              |              |              |              |              |  |
|  |                     | Grace Min            | Grace Min        | 6           | 6           |  |  | Grace Min     | Grace Min            | 7                | 5                | 6             |   |   |              |              |              |              |              |  |
|  | Julija Bejhel'zymer | Julija Bejhel'zymer  | 5                | 6           | 4           |  |  | Jill Craybas  | Jill Craybas         | 5                | 7                | 4             |   |   |              |              |              |              |              |  |
|  | Jill Craybas        | Jill Craybas         | 7                | 3           | 6           |  |  |               |                      |                  |                  |               |   |   | Grace Min    | Grace Min    | 2            | 6            | 6            |  |
|  | Julia Glushko       | Julia Glushko        | Julia Glushko    | 63          | 3           |  |  |               |                      | Maryna Zanevs'ka | Maryna Zanevs'ka | 6             | 4 | 3 |              |              |              |              |              |  |
|  | Maryna Zanevs'ka    | Maryna Zanevs'ka     | Maryna Zanevs'ka | 7           | 6           |  |  |               | Maryna Zanevs'ka     | 64               | 7                | 4             |   |   |              |              |              |              |              |  |
|  |                     | Shelby Rogers        | 6                | 6           | 1           |  |  | 6             | Anastasija Rodionova | 7                | 6                | 1r            |   |   |              |              |              |              |              |  |
|  | 6                   | Anastasija Rodionova | 3                | 7           | 6           |  |  |               |                      |                  |                  |               |   |   |              |              |              |              |              |  |

### 4ª sezione
|  | Primo turno      | Primo turno         | Primo turno         | Primo turno | Primo turno |  |  | Secondo turno  | Secondo turno    | Secondo turno    | Secondo turno    | Secondo turno    |   |   | Ultimo turno | Ultimo turno | Ultimo turno | Ultimo turno | Ultimo turno |  |
|  |                  |                     |                     |             |             |  |  |                |                  |                  |                  |                  |   |   |              |              |              |              |              |  |
|  | 4                | Claire Feuerstein   | 7                   | 4           | 4           |  |  |                |                  |                  |                  |                  |   |   |              |              |              |              |              |  |
|  |                  | Julie Coin          | 65                  | 6           | 6           |  |  | Julie Coin     | Julie Coin       | Julie Coin       | 6                | 6                |   |   |              |              |              |              |              |  |
|  | Rebecca Marino   | Rebecca Marino      | Rebecca Marino      | 6           | 6           |  |  | Rebecca Marino | Rebecca Marino   | Rebecca Marino   | 4                | 4                |   |   |              |              |              |              |              |  |
|  | Sandra Zaniewska | Sandra Zaniewska    | Sandra Zaniewska    | 3           | 2           |  |  |                |                  |                  |                  |                  |   |   |              | Julie Coin   | Julie Coin   | 2            | 4            |  |
|  |                  | Chanel Simmonds     | Chanel Simmonds     | 6           | 6           |  |  |                |                  | 7                | Stéphanie Dubois | Stéphanie Dubois | 6 | 6 |              |              |              |              |              |  |
|  | WC               | Paige Mary Hourigan | Paige Mary Hourigan | 0           | 3           |  |  |                | Chanel Simmonds  | Chanel Simmonds  | 4                | 2                |   |   |              |              |              |              |              |  |
|  | WC               | Claudia Williams    | Claudia Williams    | 0           | 1           |  |  | 7              | Stéphanie Dubois | Stéphanie Dubois | 6                | 6                |   |   |              |              |              |              |              |  |
|  | 7                | Stéphanie Dubois    | Stéphanie Dubois    | 6           | 6           |  |  |                |                  |                  |                  |                  |   |   |              |              |              |              |              |  |